# A Prayer Before Dawn – Das letzte Gebet
A Prayer Before Dawn – Das letzte Gebet (Originaltitel A Prayer Before Dawn) ist ein Action-, Boxer- und Gefängnisfilm von Jean-Stéphane Sauvaire, der am 19. Mai 2017 im Rahmen der Internationalen Filmfestspiele von Cannes seine Weltpremiere feierte. Die Filmbiografie erzählt von den realen Erfahrungen des Briten Billy Moore in thailändischen Gefängnissen und wie er sich in der dort herrschenden Hierarchie durch sein Boxtalent beweisen konnte.

## Handlung
Nachdem der junge Brite Billy Moore beim Drogendealen/schmuggel in Thailand erwischt wurde, steckt man ihn in einen Knast in Bangkok, der als der härteste des Landes gilt. Er spricht kein Thai, hat kein Geld, und zu allem Überfluss machen sich langsam aber sicher Entzugserscheinungen bemerkbar. Unter den schwer tätowierten einheimischen Gefangenen ist der blasse Junge ein Exot und wie alle neuen Inhaftierten nur Frischfleisch. Weil Billy gut boxen kann, lässt er sich von anderen Insassen im Kampfsport Muay Thai trainieren. Ein transsexueller Mitinsasse wird zu seiner Vertrauensperson.
In der äußerst brutalen Knasthierarchie besteht seine einzige Überlebenschance und Möglichkeit auf Anerkennung darin, sich bei Kämpfen, die im Knast organisiert werden, zu beweisen. Als er bei einem Muay-Thai-Wettkampf nominiert wird, muss er um sein Leben kämpfen, denn die Häftlinge haben auf seinen Sieg gewettet. Sollte er als Verlierer zurückkommen, ist er so gut wie tot.

## Biografisches

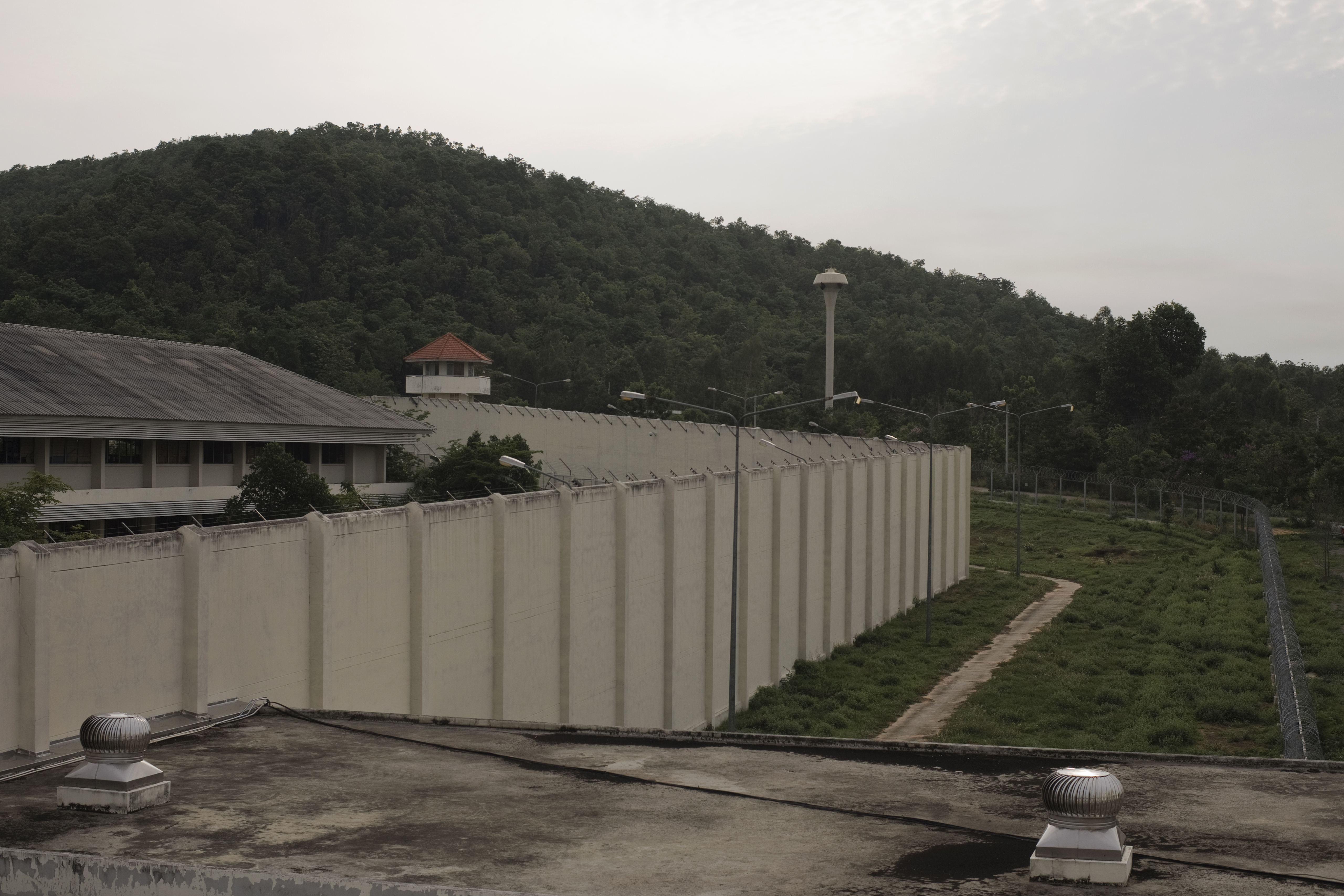
Der Brite Billy Moore verbrachte mehrere Jahre in Gefängnissen in Thailand

Der Film basiert auf dem Buch A Prayer Before Dawn. My Nightmare in Thailand’s Prisons des Autors Billy Moore. Darin erzählt der Brite seine eigene Geschichte, wie er in einem der bekanntesten thailändischen Gefängnisse inhaftiert war und von dem brutalen Alltag dort. Um sich seine Freiheit zu verdienen, nahm Moore an Muay-Thai-Wettkämpfen teil. Die Kindheit des in Liverpool geborenen Moore war von Armut, Missbrauch und seinem alkoholkranken Vater geprägt, weshalb er immer mehr in die Kriminalität hineinrutschte und drogensüchtig wurde. Es folgten Einbrüche und Drogendelikte, wofür er insgesamt 15 Jahre in verschiedenen Gefängnissen inhaftiert war. Nach seiner Entlassung reiste er nach Thailand, um hier einen Neuanfang zu wagen, sein Leben zu ändern, die Drogen und die kriminellen Aktivitäten hinter sich zu lassen. Dies gelang ihm jedoch nicht. Im Gefängnis von Chiang Mai galt Moore als Ausländer unter den thailändischen Gefangenen nicht gerade als willkommen. Man verlegte ihn in das Gefängnis Klong Prem in Bangkok, das wegen der Brutalität und Korruption berüchtigt ist.

## Produktion
Regie führte Jean-Stéphane Sauvaire. Moores Roman wurde von Jonathan Hirschbein und Nick Saltrese für den Film adaptiert.
Joe Cole übernahm die Rolle von Billy Moore, der im Film wiederum seinen eigenen Vater spielt. Die meisten weiteren Rollen wurden mit Boxern und echten Gefängnisinsassen besetzt. Die deutsche Synchronisation entstand nach einem Dialogbuch und der Dialogregie von Angelika Scharf im Auftrag der Synch! Synch! Kino- & TV-Synchronisation GmbH, Hamburg. In der deutschen Fassung leiht Ivo Möller dem Protagonisten Billy Moore seine Stimme.

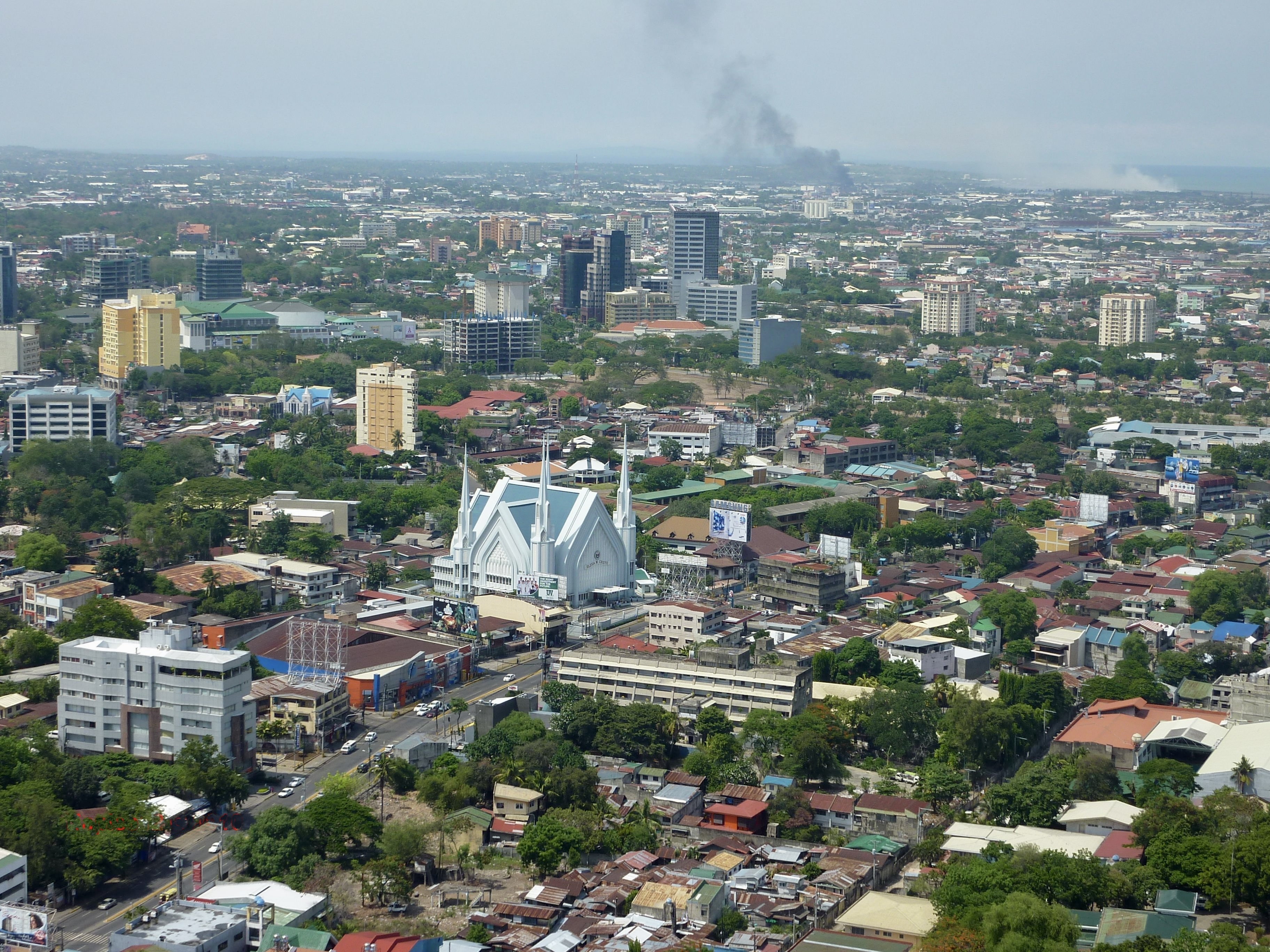
Einer der Drehorte: Cebu City

Die Dreharbeiten fanden in Cebu City auf den Philippinen und im Zentralgefängnis der Provinz Nakhon Pathom in Thailand statt.
Der Film wurde am 19. Mai 2017 im Rahmen der Internationalen Filmfestspiele von Cannes in der Sektion Séances de minuit erstmals gezeigt. Ab 29. September 2017 wurde er beim Zurich Film Festival erstmals in der Schweiz gezeigt, ab 10. Oktober 2017 beim London Film Festival erstmals im Vereinigten Königreich. Bevor der Film am 10. August 2018 in ausgewählte US-Kinos kam, wurde er ab 12. März 2018 beim South by Southwest Film Festival vorgestellt. Kinostart in Frankreich war am 20. Juni 2018. In Deutschland kam er am 8. November 2018 in ausgewählte Kinos und wurde am 8. März 2019 auf Blu-ray und DVD veröffentlicht. Am 9. Mai 2020 wurde er in das Programm von Amazon Prime Video aufgenommen.

## Rezeption

### Altersfreigabe und Filmgenre
In den USA erhielt der Film von der MPAA wegen der Darstellung von drastischer Gewalt, einschließlich einer brutalen Vergewaltigungssequenz, Drogenkonsum, einiger sexueller Inhalte und gezeigter Nacktheit ein R-Rating, was einer Freigabe ab 17 Jahren entspricht. In Deutschland ist der Film FSK 16. In der Freigabebegründung heißt es: „Der Film erzählt die Geschichte aus der Perspektive des Protagonisten und erzeugt so ein eindringliches Bild der Härte und Gefahren im Bangkoker Gefängnisalltag. Die Intensität des Bedrohungsszenarios, die Akte willkürlicher Gewalt sowie die ausgiebigen Kampfszenen können Kinder und Jugendliche unter 16 Jahren überfordern.“ Da aber Gewalt nie als probates Mittel zur Problemlösung dargestellt werde und der Film letztlich positive Werte betone, seien 16-Jährige in der Lage, diese Aspekte im Kontext der Geschichte zu verarbeiten, so weiter. Das fremde Setting fern ihres eigenen Alltags und die sportlichen Aspekte der Handlung böten zudem ausreichend Entlastung, den Film ohne Ängstigung oder sozialethische Desorientierung zu verarbeiten.

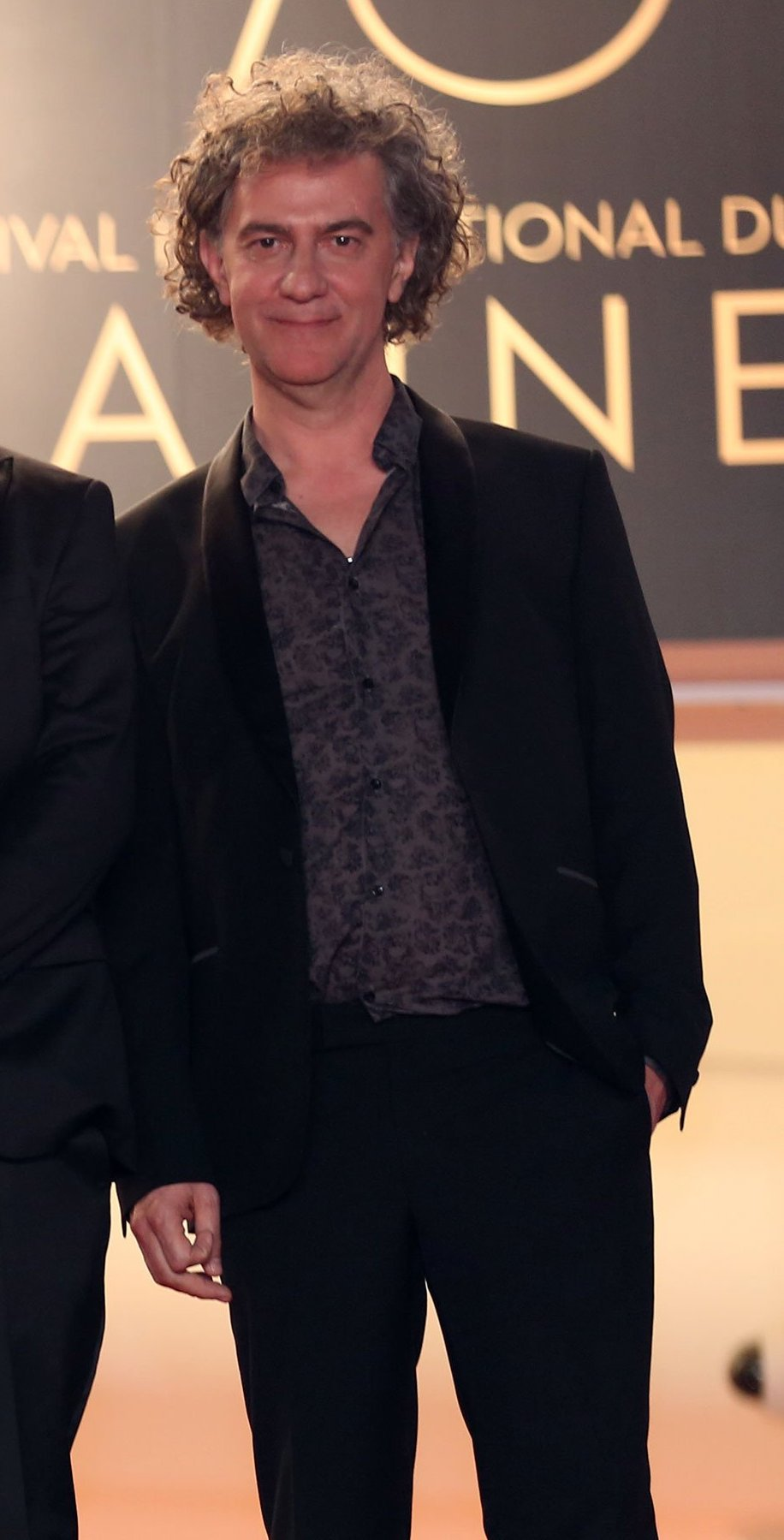
Regie führte Jean-Stéphane Sauvaire

Die Filmkritikerin Antje Wessels erklärt, das Drehbuch springe mit den Gefangenen äußerst rabiat um. Jonathan Hirschbein und Nick Saltrese gingen keine Kompromisse ein und ließen die Häftlinge ihre Mitinsassen vergewaltigen, brutal niederprügeln, abstechen und beschimpfen, weshalb die FSK-Freigabe ab 16 in diesem Fall absolut gerechtfertigt sei, auch wenn der Film die brutalsten Momente immer auch in einen erzählerischen Zusammenhang rückt. Auch die Bilder eines schweren sexuellen Missbrauchs, bei dem Billy, genau wie der Zuschauer, zum Zuschauen gezwungen wird, würden einem erst einmal für lange Zeit im Gedächtnis brennen. Jean-Stéphane Sauvaire habe eine rabiate Methode, um ganz aus Billys Sicht zu erzählen, und verzichte beispielsweise auf Untertitel: „Wenn die Inhaftierten um Billy herum Thai oder irgendeine andere Sprache sprechen, die der junge Mann nicht beherrscht, dann steht man als Zuschauer genauso ratlos daneben, wie die Hauptfigur.“ Für A Prayer Before Dawn greife Sauvaire auf zwei Genres zurück, die auf den ersten Blick nur sekundär miteinander zu tun haben, die in ihrer Erzählweise aber eine entscheidende Sache gemeinsam haben, da sowohl der Box-, als auch der Knastfilm im Normalfall von einer sehr subjektiven Erzählweise lebten, so Wessels.

### Kritiken
Der Film stieß bislang auf die Zustimmung von 92 Prozent der Kritiker bei Rotten Tomatoes und erreichte hierbei eine durchschnittliche Bewertung von 7,5 der möglichen 10 Punkte.
Die Filmkritikerin Antje Wessels bemerkt in ihrer Kritik die überaus dosierte Verwendung von Musik des Komponisten Nicolas Becker und die verwackelte, intime Kameraführung von Kameramann David Ungaro, der förmlich am Protagonisten klebe, selten einen bestimmten Punkt im Raum fokussiere, sondern das komplette Geschehen im Raum lasse, was den Eindruck des Dokumentarisch-Unverfälschten erwecke. Auch wenn Billy zu Beginn als leidenschaftlicher Boxer eingeführt werde, rücke der Sport nach dessen Inhaftierung erst einmal für längere Zeit in den Hintergrund, und erst nach und nach entwickele sich A Prayer Before Dawn zum weitgehend den ungeschriebenen Gesetzen des Boxfilms unterwerfenden Sportlerdrama. Der Newcomer Joe Cole mime den nach außen hin immer resoluter werdenden Kämpfer, der im Inneren jedoch von Tag zu Tag immer weiter an den Umständen im Gefängnis zerbricht, mit aufopferungsvoller Zerrissenheit, so Wessels und resümiert: „Jean-Stéphane Sauvaire gelingt mit seinem herben Knastdrama A Prayer Before Dawn ein über alle Maßen authentischer Einblick in das harte Leben hinter thailändischen Gittern und greift dafür auf diverse smarte Kniffe zurück, um die Geschichte von Hauptfigur Billy so glaubhaft wie möglich aussehen zu lassen.“

### Auszeichnungen (Auswahl)
British Independent Film Awards 2018
- Auszeichnung als Bester Schauspieler (Joe Cole)
- Nominierung für die Beste Kamera (David Ungaro)
- Nominierung für den Besten Schnitt (Marc Boucrot)
- Nominierung für das Beste Make Up & Hair Design (Stacey Louise Holman)
- Nominierung für den Besten Sound (Séverin Favriau)